# Davis (Dakota Południowa)
Davis – miasto w Stanach Zjednoczonych, w stanie Dakota Południowa, w hrabstwie Turner.